# Права человека в Латвии
Права человека в Латвии закреплены принятой в 1998 году главой 8 Конституции — «Основные права человека», состоящей из 28 статей. Перечень закреплённых в главе прав включает как права первого и второго поколений, так и некоторые права третьего поколения: право жить в благоприятной среде и права лиц, принадлежащих к национальным меньшинствам. Статья 116 определяет ценности, для защиты которых допускаются ограничения ряда прав человека: права других людей, демократическое устройство государства, безопасность, благосостояние и нравственность общества.

## История
В 1918 году два из семи разделов политической платформы Народного Совета, провозгласившего независимость Латвии, были посвящены правам человека. 5 декабря 1919 года Народный Совет принял закон о действии в Латвии российских законов, изданных до 25 октября 1917 года, до замены их латвийскими, — таким образом, силу имели акты Временного правительства России о свободе союзов, собраний, слова и совести. В 1920 году Учредительное собрание приняло временные правила о государственном устройстве, предусматривавшие ряд прав человека. В 1922 году Учредительное собрание в двух чтениях приняло было проект второй части Конституции, содержащей положения о правах человека, но в третьем чтении отклонило проект. Каталоги прав человека присутствовали в конституциях Латвийской ССР 1940 и 1978 годов.
До принятия главы 8 Конституции ЛР основным документом восстановленной Латвийской Республики в сфере прав человека был конституционный закон 1991 года «Права и обязанности человека и гражданина».

## Учреждения
С 1990 года в парламенте существует комиссия по правам человека (изначально — комиссия по правам человека и национальным вопросам, на 2017 год — комиссия по правам человека и общественным делам).
С 1996 года существует Конституционный суд. Частные лица могут в него обращаться с жалобами на нарушение своих конституционных прав с 1 июля 2001 года.
В 1993—1995 гг. существовала должность государственного министра по правам человека. В 1998 году в подчинении МИДа был учреждён пост представителя Кабинета министров при международных правозащитных организациях.
В 1995 году в подчинении министерства юстиции было создано Государственное бюро по правам человека, в 1996 году ставшее независимым учреждением, а с 2007 года преобразованное в бюро омбудсмена.

## Латвия в международной системе защиты прав человека
В 1990 году Латвия присоединилась ко Всеобщей декларации прав человека, что в юридической литературе и судебной практике истолковано как признание её обязательной для Латвии. По данным на конец 2019 года, Европейский суд по правам человека вынес (начиная с 2001 года) 144 решения по существу по делам против Латвии, из них в 115 констатировал нарушения ЕКПЧ или её протоколов (Большая палата усмотрела нарушения в делах Сливенко против Латвии, Андреева против Латвии, Вистиньш и Перепёлкин против Латвии, Х против Латвии). Комитет по правам человека ООН на 2020 года принял соображения по трём делам против Латвии, из них в двух были констатированы нарушения МПГПП (см. Игнатане против Латвии и Райхман против Латвии). В 2001 году Латвия объявила режим постоянного приглашения для всех специальных процедур Совета по правам человека ООН.
В марте 2020 года Латвия, со ссылкой на пандемию коронавируса, сообщила о временном отступлении от части своих обязательств по Европейской конвенции о правах человека и Международному пакту о гражданских и политических правах.

### Участие в договорах о правах человека
| Основные документы ООН | Участие Латвии                                                                | Основные документы Совета Европы                                                                                  | Участие Латвии           |
| Международная конвенция о ликвидации всех форм расовой дискриминации                                                                    | Присоединение в 1992 г., заявление о допуске индивидуальных жалоб не сделано. | Европейская Конвенция о защите прав человека и основных свобод                                                    | Ратифицирована в 1997 г. |
| Международный пакт о гражданских и политических правах                                                                                  | Присоединение в 1992 г.                                                       | Протокол № 1 ЕКПЧ                                                                                                 | Ратифицирован в 1997 г.  |
| Факультативный протокол к Международному пакту о гражданских и политических правах                                                      | Присоединение в 1994 г.                                                       | Протокол № 4 ЕКПЧ                                                                                                 | Ратифицирован в 1997 г.  |
| Второй Факультативный протокол к Международному пакту о гражданских и политических правах                                               | Присоединение в 2013 г.                                                       | Протокол № 6 ЕКПЧ                                                                                                 | Ратифицирован в 1999 г.  |
| Международный пакт об экономических, социальных и культурных правах                                                                     | Присоединение в 1992 г.                                                       | Протокол № 7 ЕКПЧ                                                                                                 | Ратифицирован в 1997 г.  |
| Конвенция о ликвидации всех форм дискриминации в отношении женщин                                                                       | Присоединение в 1992 г.                                                       | Протокол № 12 ЕКПЧ                                                                                                | Подписан в 2000 г.       |
| Факультативный протокол к Конвенции о ликвидации всех форм дискриминации в отношении женщин                                             | Не подписан                                                                   | Протокол № 13 ЕКПЧ                                                                                                | Ратифицирован в 2012 г.  |
| Конвенция против пыток и других жестоких, бесчеловечных или унижающих достоинство видов обращения и наказания                           | Присоединение в 1992 г., заявление о допуске индивидуальных жалоб не сделано. | Европейская социальная хартия                                                                                     | Ратифицирована в 2002 г. |
| Факультативный протокол к Конвенции против пыток и других жестоких, бесчеловечных или унижающих достоинство видов обращения и наказания | Не подписан                                                                   | Дополнительный протокол к Европейской социальной хартии 1988 года                                                 | Подписан в 1997 г.       |
| Конвенция о правах ребёнка | Присоединение в 1992 г.                                                       | Дополнительный протокол к Европейской социальной хартии 1995 года                                                 | Не подписан              |
| Факультативный протокол к Конвенции о правах ребёнка, касающийся участия детей в вооружённых конфликтах                                 | Ратифицирован в 2005 г.                                                       | Пересмотренная Европейская социальная хартия                                                                      | Ратифицирована в 2013 г. |
| Факультативный протокол к Конвенции о правах ребёнка, касающийся торговли детьми, детской проституции и детской порнографии             | Ратифицирован в 2006 г.                                                       | Европейская конвенция по предупреждению пыток и бесчеловечного или унижающего достоинство обращения или наказания | Ратифицирована в 1998 г. |
| Международная конвенция о защите прав всех трудящихся-мигрантов и членов их семей                                                       | Не подписана                                                                  | Европейская хартия региональных языков и языков меньшинств                                                        | Не подписана             |
| Конвенция о правах инвалидов | Ратифицирована в 2010 г.                                                      | Рамочная конвенция о защите национальных меньшинств                                                               | Ратифицирована в 2005 г. |
| Факультативный протокол к Конвенции о правах инвалидов                                                                                  | Ратифицирован в 2010 г.                                                       | Конвенция Совета Европы о противодействии торговле людьми                                                         | Ратифицирована в 2008 г. |
| Международная конвенция для защиты всех лиц от насильственных исчезновений                                                              | Не подписана                                                                  | Конвенция о правах человека и биомедицине                                                                         | Ратифицирована в 2010 г. |

### Последние опубликованные документы по процедурам докладов
| Экспертный орган                                          | Доклад Латвии   | Документ экспертного органа | Отклик Латвии |
| Комитет по правам человека                                | 2012            | 2014                        | .             |
| Комитет по экономическим, социальным и культурным правам  | 2018            | 2021                        | .             |
| Комитет по ликвидации расовой дискриминации               | 2017            | 2018                        | .             |
| Комитет против пыток                                      | 2018            | 2019                        | .             |
| Комитет по правам ребёнка                                 | 2013.           | 2016                        | .             |
| Комитет по ликвидации дискриминации против женщин         | 2018            | 2020                        | .             |
| Европейский комитет по социальным правам                  | 2020            | 2020                        | .             |
| Европейский комитет по предупреждению пыток               | не предусмотрен | 2016                        | 2017          |
| Консультативный комитет РКЗНМ                             | 2016            | 2018                        | 2018          |
| Европейская комиссия по борьбе с расизмом и нетерпимостью | не предусмотрен | 2018                        | 2019          |

## Показатели участия и воплощения в жизнь социально-экономических прав
Среди избранных в 2009 г. муниципальных депутатов, 20,3 % являлись представителями этнических меньшинств или не указали национальности, женщинами были 35,5 %. При этом на рубеже 2009 и 2010 годов этнические меньшинства составляли 40,6 % населения (28,2 % среди граждан из-за широко распространённого среди нацменьшинств безгражданства), женщины — 53,9 %. На муниципальных выборах 2017 года среди кандидатов женщин было 39,03 %; латышей - 77,46%, не указавших национальность - 16,99 %, русских - 3,7 %, поляков 0,48 %, литовцев 0, 47 %, белорусов 0,34 %, украинцев 0,31 %.  Среди 100 депутатов, избранных на парламентских выборах 2018 г., женщин — 31, представителей этнических меньшинств или не указавших национальность — 28. На начало 2018 года среди населения латыши составляли 62,18 %, русские 25,19 %, поляки 2,05 %, литовцы 1,18 %, белорусы 3,24 %, украинцы 2,23%. Из-за широко распространённого среди нацменьшинств безгражданства среди жителей-граждан Латвии латыши составляли на это время 71,08 %, русские 19,53 %, поляки 1,94 %, белорусы 1,63 %, украинцы 1,02 %, литовцы 0,96 %.
По состоянию на январь 2021 г., минимальная зарплата составляет 500 евро, минимальная пенсия по старости — 149,6 евро.
Средняя пенсия по возрасту в июле 2020 г. составляла 385,21 евро. Средний нетто размер оплаты труда (после уплаты налогов) в Латвии в 2019 г. составлял 793 евро (самая низкий в Латгалии — 565 евро, а самый высокий в Риге — 883 евро).
Уровень безработицы в конце ноября 2020 г. составлял по государственной статистике 7,4 %, варьируя от 5,7 % в Рижском регионе до 15,1 % в Латгальском.
Ожидаемая продолжительность жизни для новорождённых на 2020 год составляла 75,4 лет по оценке ЦРУ США, по данным Eurostat — 74,9 года в 2019 г. В 2018 г. число больничных койко-мест на 10 000 жителей — 54,9; число врачей на 10 000 жителей — 37,0.
Обязательными являются дошкольное образование и девятилетнее основное образование. В публичных школах бесплатным является также среднее образование (с 10-го по 12-й классы). Однако конституционный принцип бесплатности школьного образования, согласно данной в 2012 году оценке Омбудсмена, нарушается практикой необходимости для родителей покупать учебники за собственные деньги. По результатам переписи 2000 года, 13,9 % населения в возрасте 15 лет и старше имели высшее образование, по переписи 2011 года — 23 %. В 2018 г. из выпускников основных школ прервали обучение 5,4 %, из выпускников средних школ — 31,7 %.

## Специфические вопросы Латвии
После восстановления независимости Латвии многие её жители не были признаны гражданами страны. По состоянию на 2020 год, насчитывалось 197 888 человек (10,4 % жителей Латвии) неграждан Латвии. Приблизительно 6,8 % (130 399 человек) неграждан от жителей Латвии составляют те, кто при переписи указал национальность «русский». В середине 1990-х гг. численность неграждан была около 730—740 тысяч человек. Согласно переписи 2011 г., русский язык является языком семьи для более чем 37 % респондентов, однако возможности образования и общения с госучреждениями на нём были резко сужены после восстановления независимости.
Регулярно возникают конфликты в вопросе о свободе собраний: в первом десятилетии XXI века запрещались и ограничивались массовые мероприятия Штаба защиты русских школ, организаций сексуальных меньшинств и их противников, ветеранов Латышского легиона СС и их противников, пикет за переименование аллеи Дж. Дудаева в 2010 году, шествие 9 мая в 2009 и 2014 г. и «Русский марш» в 2007 году. Запрет прайда в 2006 году вызвал критику со стороны президента, лозунги Русского марша латвийский омбудсмен назвал шокирующими, но допустимыми, суд первой инстанции запрет подтвердил, а второй (в 2010 году) — отменил.